# Unaspis flava
Unaspis flava är en insektsart som först beskrevs av Green 1899.  Unaspis flava ingår i släktet Unaspis och familjen pansarsköldlöss.
Artens utbredningsområde är Sri Lanka. Inga underarter finns listade i Catalogue of Life.